# Кравцов, Иван Евгеньевич
Ива́н Евге́ньевич Кравцо́в (бел. Іван Яўгеньевіч Краўцоў; род. 10 июня 1989 года, Минск, Белорусская ССР) — белорусский общественно-политический деятель, архитектор, менеджер, исполнительный секретарь Координационного совета белорусской оппозиции, член оргкомитета партии «Разам» и штаба кандидата в президенты на президентских выборах в Белорусии 2020 года Виктора Бабарико.

## Биография и семья
Иван Кравцов родился в Минске 10 июня 1989 года. Его мать Людмила Сергеевна — белорусская певица. Отец, Кравцов Евгений Иванович, был известным банкиром, председателем правления МинскКомплексБанка. Кроме того, он владел музыкальной студией «Мецце-форте» и продюсировал популярные группы. Бабушка, Кравцова Галина Ивановна, — профессор экономических наук, бывший декан факультета БГЭУ

## Минский часовой завод
До мая 2019 года Иван Кравцов работал заместителем директора по стратегическому развитию  Минского часового завода «Луч».

## Президентские выборы в Белоруссии (2020)
В ходе летней президентской кампании 2020 года в Белоруссии Иван Кравцов был частью команды штаба белорусского политика Виктора Бабарико. 28 июля 2020 года вместе с Марией Колесниковой и другими членами команды штаба подавал ходатайство в КГБ Белоруссии об изменении меры пресечения Виктору Бабарико.

## Координационный совет белорусской оппозиции
В августе 2020 года в Белоруссии был создан Координационный совет для проведения переговоров с властями по мирной передаче власти. В состав Координационного совета вошли известные общественные деятели и политики, включая нобелевского лауреата Светлану Алексиевич, художника и дизайнера Владимира Цеслера, доверенное лицо Светланы Тихановской Ольгу Ковалькову, юриста штаба Виктора Бабарико Максима Знака и политика Марию Колесникову. Исполнительным секретарем Координационного совета стал Иван Кравцов, а пресс-секретарем Антон Родненков. 1 сентября 2020 года Кравцов был вызван в Следственный комитет Республики Беларусь на допрос по уголовному делу по факту создания Координационного совета по ст. 361 Уголовного кодекса Республики Беларусь
23 января 2024 года Следственный комитет Беларуси сообщил о предъявлении Кравцову обвинений, связанных с его деятельностью в Координационном совете. Его обвиняют в заговоре или иных действиях, направленных на захват государственной власти, создании экстремистского формирования и других статьях уголовного кодекса Беларуси. Ранее власти Беларуси признали Координационный совет экстремистским формированием, а в ноябре 2023 в Беларуси прошло более 130 обысков связанных с членами Координационного совета. 16 мая 2024 года Кравцова заочно приговорили к 11 годам колонии.

## Похищение Марии Колесниковой и уголовное дело
7 сентября 2020 в СМИ появилась информация о том, что член штаба Виктора Бабарико Мария Колесникова, а также исполнительный секретарь Координационного совета Иван Кравцов с пресс-секретарем Координационного совета Антоном Родненковым перестали выходить на связь. Позднее выяснилось, что Кравцов и Родненков были задержаны ДФР, а сотрудники КГБ РБ и ГУБОПиК угрожали Марии Колесниковой тюремным сроком и убийством, если она откажется покинуть страну. В квартире Кравцова прошёл обыск.
В ночь с 7 на 8 в ходе спецоперации Иван Кравцов и Антон Родненков вместе с Марией Колесниковой должны были выехать на Украину. Однако Мария Колесникова порвала свой паспорт, и осталась на территории Белоруссии. Кравцову и Родненков удалось въехать на территорию Украины, а президент Белоруссии Александр Лукашенко заявил о запросе властей к украинским пограничникам вернуть Ивана Кравцова и Антона Родненкова обратно в Беларусь.
11 сентября Комитет государственного контроля Республики Беларусь сообщил о возбуждений уголовного дела отношении Кравцова по ч. 4 ст. 210 Уголовного кодекса Республики Беларусь за хищение, путем злоупотребления служебными полномочиями.
17 сентября Иван Кравцов направил заявление в Следственный комитет Республики Беларусь о возбуждении уголовного дела по фактам его похищения и незаконном лишении свободы.

## Партия «Разам»
В августе 2020 года штаб Виктора Бабарико объявил о создании партии «Вместе». Виктор Бабарико и Мария Колесникова в своем видеообращении призвали к продолжению борьбы и созданию организованной формы деятельности. Также было объявлено, что в ближайшее время команда штаба подаст документы на регистрацию. Однако вскоре Мария Колесникова и другие члены штаба были задержаны. Создание партии возобновилось в конце марта 2021 года, Иван Кравцов вошёл в оргкомитет создаваемой партии наряду с другими известными оппозиционными политиками и членами штаба. В штабе Бабарико заявили, что будут пытаться зарегистрировать создаваемую им партию.